# Religija u Kirgistanu
Kirgiska Republika je od neovisnosti 1991. sekularna država u kojoj pak islam igra važnu ulogu.

## Islam
Kirgistan je od vremena islamizacije od 10. pa do 12. stoljeća uglavnom bio okrenut islamu. 75 % stanovništva danas su sunitski muslimani pripadnici hanefijske škole. Nove religije su pak izmješane sa starim tradicionalnim religijama. Ruski znanstvenik Valihanov napisao je, da je islam samo okvir kojim su se omotala stara šamanska vjerovanja.
1920-ih Komunistička partija Sovjetskog Saveza govorila je o sličnostima socijalizma i islama. No sufističko bratstvo se udružilo protiv novih vlastodržaca. Osnovali su buntovničku grupu Basmačija. Pokretu se uskoro pridružuje veliki broj seljaka, čija polja je država željela nacionalizirati. Ipak ovaj pokret je brzo ugušen i ateizam je uveden kao državna religija. Džamije i medrese bivaju zatvorene. Stare tradicije ipak uspijevaju preživjeti.
Poslije neovisnosti na ekonomska i politička kretanje utjecala je i religija. To se moglo vidjeti u uvođenju islama, koji se sastojao od tradicionalnih vrijednosti i nomadskih elemenata. Ovakav narodni vjerski karakter živio je pod bivšim predsjednikom Askar Akajev i odigrao je važnu ulogu u procesu nacionalne integracije. U međuvremenu su postale glasnije ideje da se Kirgistan prilagodi internacionalnom viđenjenju islama. .

## Kršćanstvo
Kršćanstvo je danas druga po mnogobrojnosti vjerska skupina. Prvi kršćani su bili na ovim prostorima još u 7. stoljeću. Oni su pripadali Nestorijanskoj crkvi koja danas još ima sljedbenika u Iraku, Iranu i Siriji. U Ak-Besimu i Navekatu iskopani su ostaci dvije crkve.

### Ruska pravoslavna Crkva
Ruska pravoslavna Crkva je prisutna u Kirgistanu od 19. stoljeća. Pod guvernerom Kaufmannom 1868. dolazi do naseljavanja ruskih i ukrajinskih kolonista koji su sagradili i crkve. Neke od ovih crkava koriste se i danas za Božije službe. Oko 20% stanovništva Kirgistana pripada Ruskoj pravoslavnoj Crkvi.

### Evangelička Crkva
Evangelička Crkva se u Kirgistanu širi preko tzv. kirgiskih Nijemaca kao i kroz prislino naseljavanje ruskih Nijemaca 1940-ih na području Kirgistana.
- Menoniti su osnovali između 1882. i 1901. nekoliko kolonija u Kirgistanu. Danas je još samo kolonija Bergtal još uvijek naseljena Menonitima.
- 1940-ih iz drugih dijelova Sovjetskog Saveza, takođerluterani dolaze u Kirgistan. Nakon raspada Sovjetskog Saveza je veliki broj luterana njemačkog podrijetla odselio za Njemačku. Zbog aktivnih misionarskih djelovanja danas postoji 17 zajednica u Kirgistanu. Oko 30% luterana su još uvijek njemačkog podrijetla.
- Nakon raspada Sovjetskog Saveza djeluju u Kirgistanu i misionari iz Francuske, prvenstveno baptisti i Adventisti sedmog dana. Skoro svi sljedbenici su pripadnici domaćeg stanovništva.

### Katolička crkva
Broj katolika u Kirgistanu iznosi oko 30.000 vjernika. Za vrijeme pontifikata pape Benedikta XVI. osnovana je Apostolska administratura Krigistana 2006. od postojeće Mission sui juris osnovane 1997.

## Šamanizam
U Kirgistanu postoje također i šamanski običaji. Miješanje ovih poganskih rituala s islamom naziva se narodnim islamom.

## Budizam
Prije islamizacije u 8. stoljeću, rasprostranjen je bio i budizam u dolini rijeke Talas. 
Mnogobrojni dokazi iz ovog perioda mogu se naći u okolini Suyaba.

## Judaizam
Manje od stotinu preostalih Židova u Kirgisistanu su uglavnom buharski Židovi. Većina ih je dosla iz Buharskog emirata, ali i jedan manji broj pripada Aškenazima. Većina Židova je poslije raspada Sovjetskog Saveza odselila za Izrael, Njemačku i SAD.

## Stare religije
Tijekom povijesti su se u Kirgistanu mogli naći pripadnici drugih religija, koje danas službeno više ne postoje.
Tu se računaju:
- Zoroastrizam
- Manihejstvo
- Nestorijanstvo